# John Bosch
John Bosch (ur. 1 kwietnia 1964 w Zaandam) – holenderski kierowca wyścigowy.

## Kariera
Bosch rozpoczął międzynarodową karierę w wyścigach samochodowych w 1982 roku od startów w Brytyjskiej Formule Ford 1600 P&O Ferries, gdzie jednak nie zdobywał punktów. W późniejszych latach pojawiał się także w stawce Niemieckiej Formuły 3, Francuskiej Formuły 3, Europejskiej Formuły 3, 24-godzinnego wyścigu Le Mans, FIA Sportscar Championship, American Le Mans Series, Le Mans Endurance Series, Ferrari Challenge Europe – Trofeo Pirelli oraz Grand-Am – Continental Tire Sports Car Challenge – ST.